# Ляшенко Олександр Юрійович
Олекса́ндр Ю́рійович Ляше́нко — український військовослужбовець, капітан Збройних сил України, штурман-льотчик вертолітної ланки 12-ї окремої бригади армійської авіації, учасник російсько-української війни, Герой України, що відзначився у ході російського вторгнення в Україну.

## Життєпис
У ході російського вторгнення в Україну 2022 року капітан Олександр Ляшенко — штурман-льотчик вертолітної ланки 12-ї окремої бригади армійської авіації, підполковник Олександр Шемет — начальник з повітряно-вогневої й тактичної підготовки 12-ї окремої бригади армійської авіації та капітан Андрій Шоган ;— бортовий авіаційний технік вертолітної ланки 12-ї окремої бригади армійської авіації на початку квітня здійснили перевезення боєприпасів, висадку розвідувальної групи та евакуацію поранених за маршрутом Маріуполь — Дніпро. При заході на посадку та злеті в Маріуполі противник обстріляв вертоліт зі стрілецької зброї та ЗРК «ТОР», але екіпаж виконав завдання в повному обсязі.
Екіпаж гелікоптера виконував завдання 5 квітня протягом ночі. Політ був у надважких умовах через насиченість протиповітряних засобів російських окупаційних військ навколо Маріуполя. При поверненні гелікоптер потрапив під прицільний вогонь російського військового човна. Тоді «гелікоптер кидало в повітрі від вибухових хвиль, мов іграшку».
Як виявиться пізніше, це був останній успішний авіапрорив на «Азовсталь». Більше українські льотчики долетіти до «Азовсталі» не зможуть. У ніч проти 17 травня почнеться евакуація українських військовиків з «Азовсталі».

## Нагороди
- звання Герой України з врученням ордена «Золота Зірка» (2022) — за особисту мужність і героїзм, виявлені у захисті державного суверенітету та територіальної цілісності України, вірність військовій присязі[4].